# Eleutherine
Eleutherine é um género botânico pertencente à família Iridaceae.